# Рогульник плавающий
Рогу́льник пла́вающий, Водяно́й оре́х плавающий, Чили́м или Чёртов орех (лат. Trápa nátans) — однолетнее водное растение, происходящее из южных районов Евразии и Африки; вид рода Рогульник семейства Дербенниковые (Lythraceae)).
Растёт в озёрах, заводях и старицах медленно текущих рек, вырастает до 5 м в длину. У растения характерный плод, внешне напоминающий голову быка, с одним крупным крахмалистым семенем. Ради этого семени растение культивируется в Китае более трёх тысяч лет. Семя чилима варится и употребляется как лёгкая закуска.

## Ботаническое описание

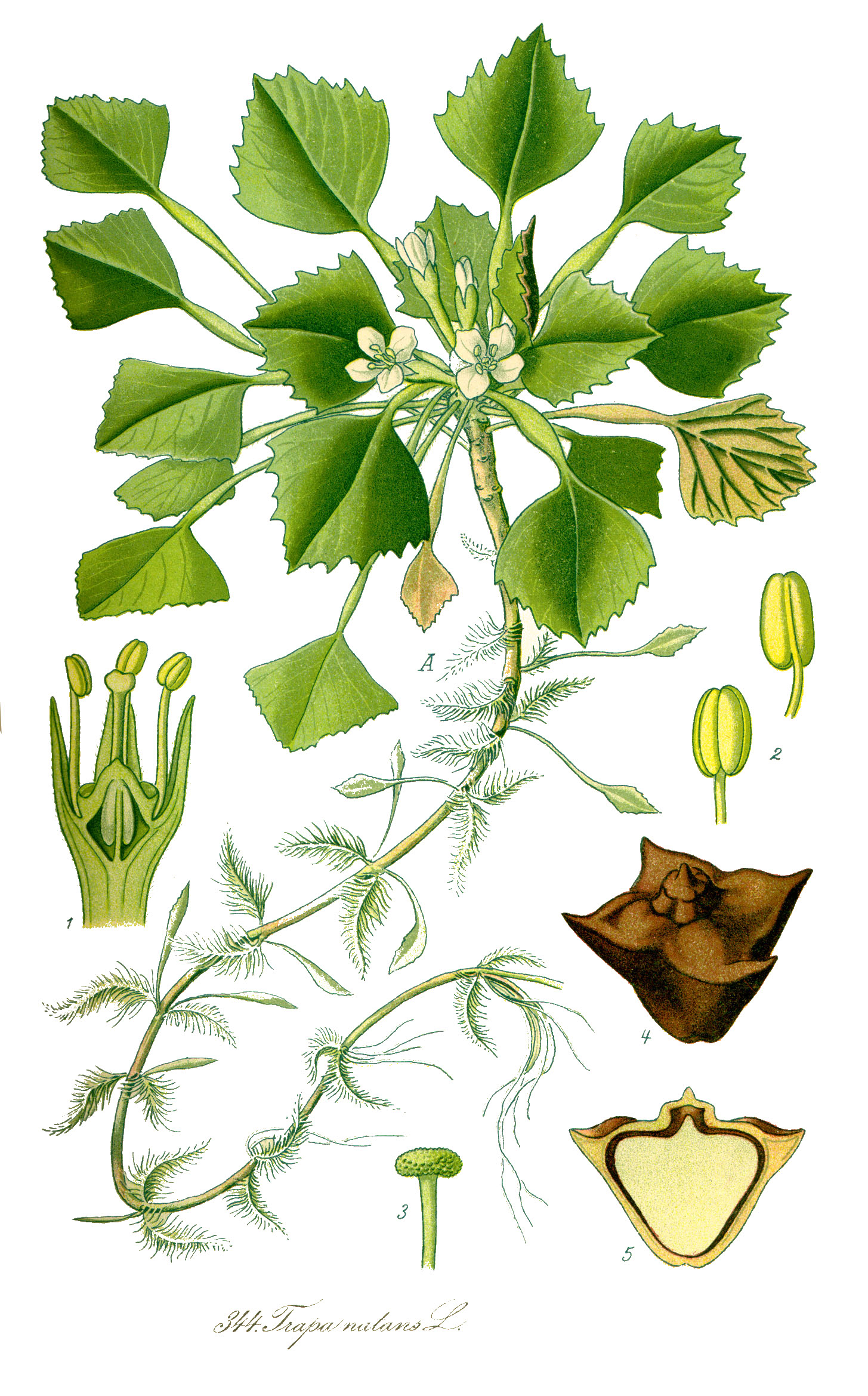
Чилим.

Стебель чилима находится под водой, развивается весной из плода и достигает поверхности воды. Имеет 3,6—5 м в длину. Корни зеленоватые, перисто-ветвистые, расположены на погружённом в воду стебле и имеют вид подводных листьев.
Растение имеет два типа листьев: первый тип — подводные — супротивные, линейные, расположены вдоль стебля выше корней, находятся в толще воды; второй — плавающие на поверхности. Плавающие листья находятся на конце стебля, образуют розетку. Листовые пластинки овальной или ромбической формы, кожистые, неравнозубчатые по краям, 2—3 см длиной, располагаются на вздутых ко времени созревания плодов черешках 5—9 см длиной, обеспечивающих им дополнительную плавучесть.
Цветки белые, находятся в пазухах листьев, опыляются насекомыми. В цветке по четыре чашелистика, лепестка и тычинки. Пестик один. В Средней России цветёт в мае — июне.
Плод — чёрно-бурый орешек 2—2,5 см в поперечнике, с двумя-четырьмя острыми рожками. В Средней России плоды созревают в августе — сентябре. Семя может оставаться жизнеспособным в течение 12 лет, хотя чаще всего прорастает в первые два года. Растение размножается плодами, отделяющимися от стебля и разносящимися течением в другие места.

## Распространение и среда обитания

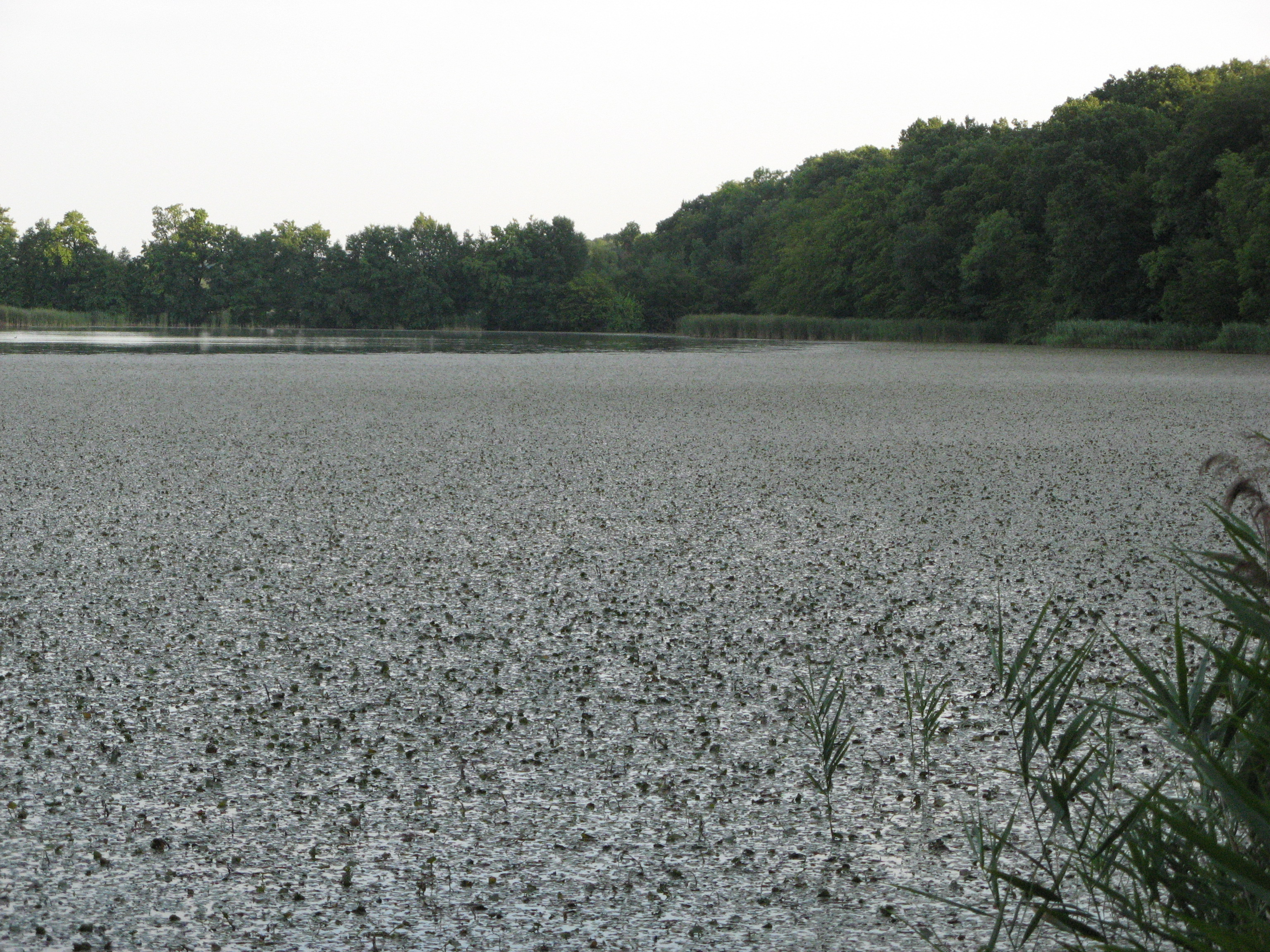
Заросли чилима на озере Бабичак (Babiczak), Польша

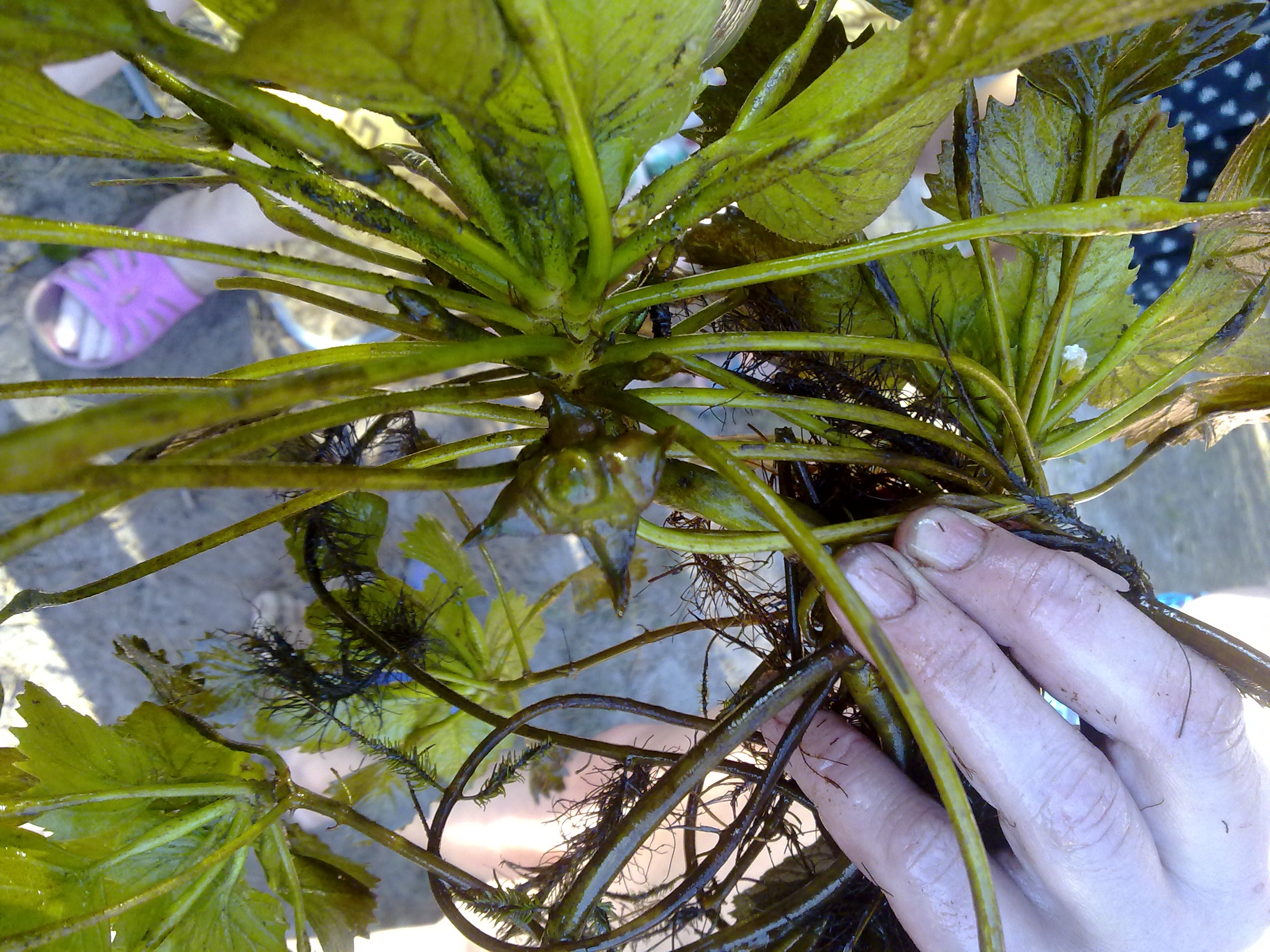
Водяной орех с плодом. Река Ирпень (Киевская область, Украина)

Чилим имеет обширный ареал, включающий почти всю Африку, многие районы Азии (Турция, Казахстан, Китай, Вьетнам, Япония, Индия и Пакистан), Кавказа (Азербайджан, Грузия) и Европы (центр, восток и юг).
В России встречается в европейской части, на юге Западной Сибири, на Дальнем Востоке. В Алтайском крае встречается в нескольких озёрах (например, в Колыванском озере). Площадь распространения меняется в зависимости от годичных температурных колебаний. Везде сравнительно редок. Из-за промыслового сбора плодов возможно полное исчезновение.
Предпочитает илистые грунты медленно текущих или стоячих водоёмов. Часто образует сплошные заросли. Чувствителен к составу воды, освещённости и температуре. Живёт только в дикой природе. Любительские попытки содержать и выращивать чилим в аквариуме, как правило, заканчиваются неудачей.
В конце XIX — начале XX века в России, по сведениям Энциклопедического словаря Брокгауза и Ефрона, рос в некоторых местах изобильно, например, в дельте Волги, около Пензы, и служил там предметом торговли; в других местах вымер, так, например, в Тростенском озере Московской губернии это растение уже тогда считалось вымирающим.

## Хозяйственное значение и применение

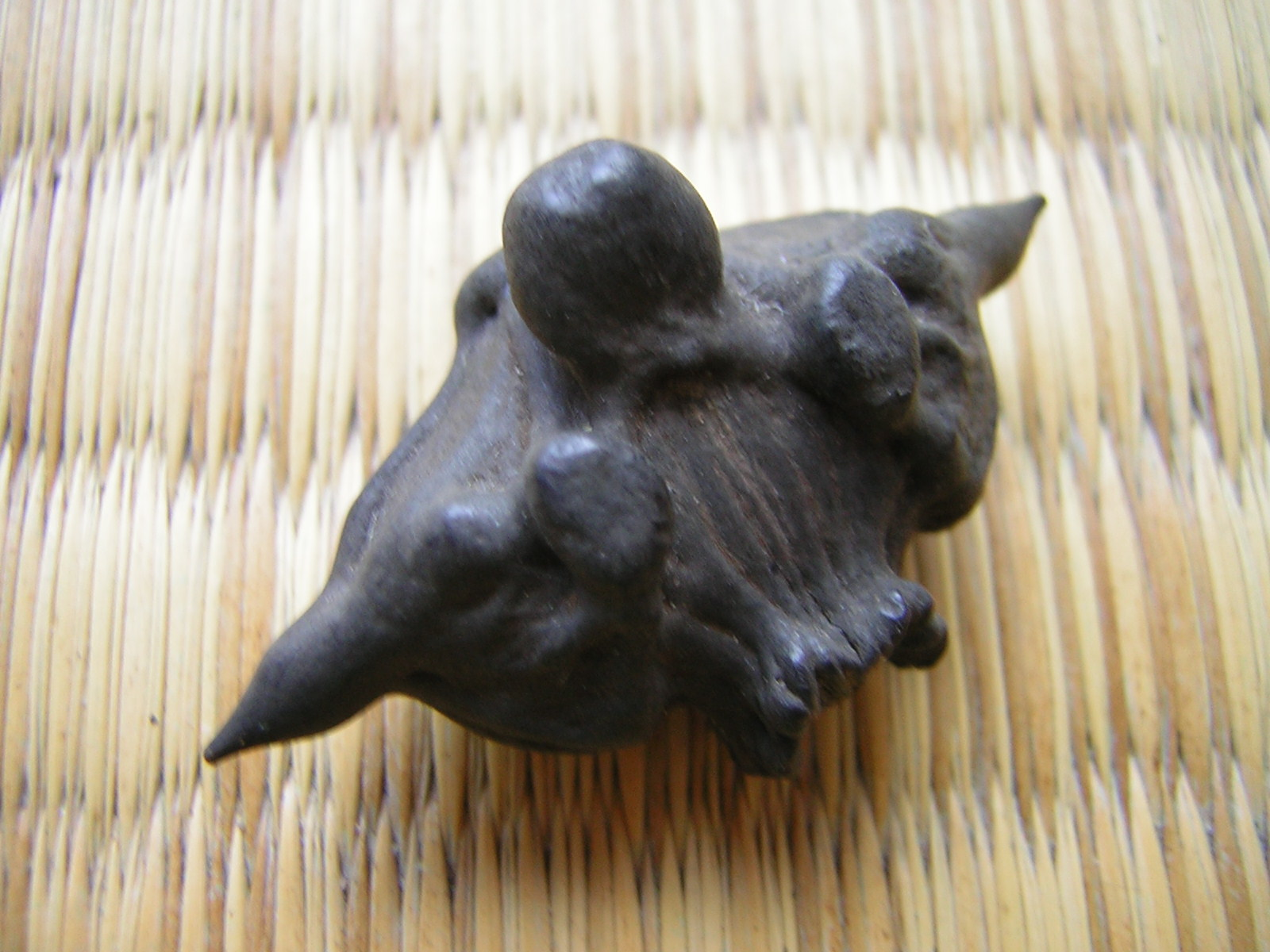
Плод чилима

Плоды чилима можно использовать в пищу. Под твёрдой оболочкой находится белое съедобное ядро. Оно представляет питательный и вкусный продукт, содержит 20 % белка, 52 % крахмала, 0,7 % жира. Их едят сырыми, отваренными в солёной воде и запечёнными в золе. Из размолотых плодов получали муку и крупу.
Растение в давние времена широко употреблялось в пищу, но сейчас его использование сократилось или забыто вообще. Водяные орехи найдены в больших количествах в свайных постройках каменного века. Размеры запасов говорят о том, что растение играло роль, аналогичную роли картофеля в наше время. Раскопки показывают, что на Руси в X—XII веках употребление водяных орехов было очень широко распространено. Их ели, как каштаны, или сушили, толкли и добавляли в муку. Есть свидетельства, что ещё в XVIII веке водяные орехи разводили в прудах и на побережье Каспийского моря. В XX веке растение почти вышло из употребления, но в Поволжье ещё можно наблюдать, как его плоды изредка едят дети. Использование водяного ореха ограничивается тем, что на обширной области своего распространения он встречается редко и в малом количестве и лишь местами в изобилии.
Плоды чилима охотно поедают дикие и домашние животные (особенно свиньи).
В сельских районах Бангладеш чилим выращивается местными жителями на мелководьях речных пойм.
В Алтайском крае и в Республике Алтай из плодов чилима делают сувениры — брелоки и кулоны.

## Охранный статус
Чилим был включён в Красную книгу РСФСР, но был исключён из Красной книги России (2008). Тем не менее, водяной орех всё ещё остаётся в Красных книгах Московской области, Краснодарского края и т. п. Также он охраняется в Белоруссии, Литве, Латвии, Польше, Украине и в других странах. Включён в Приложение I к Бернской конвенции.